# Kazimierz Borucki

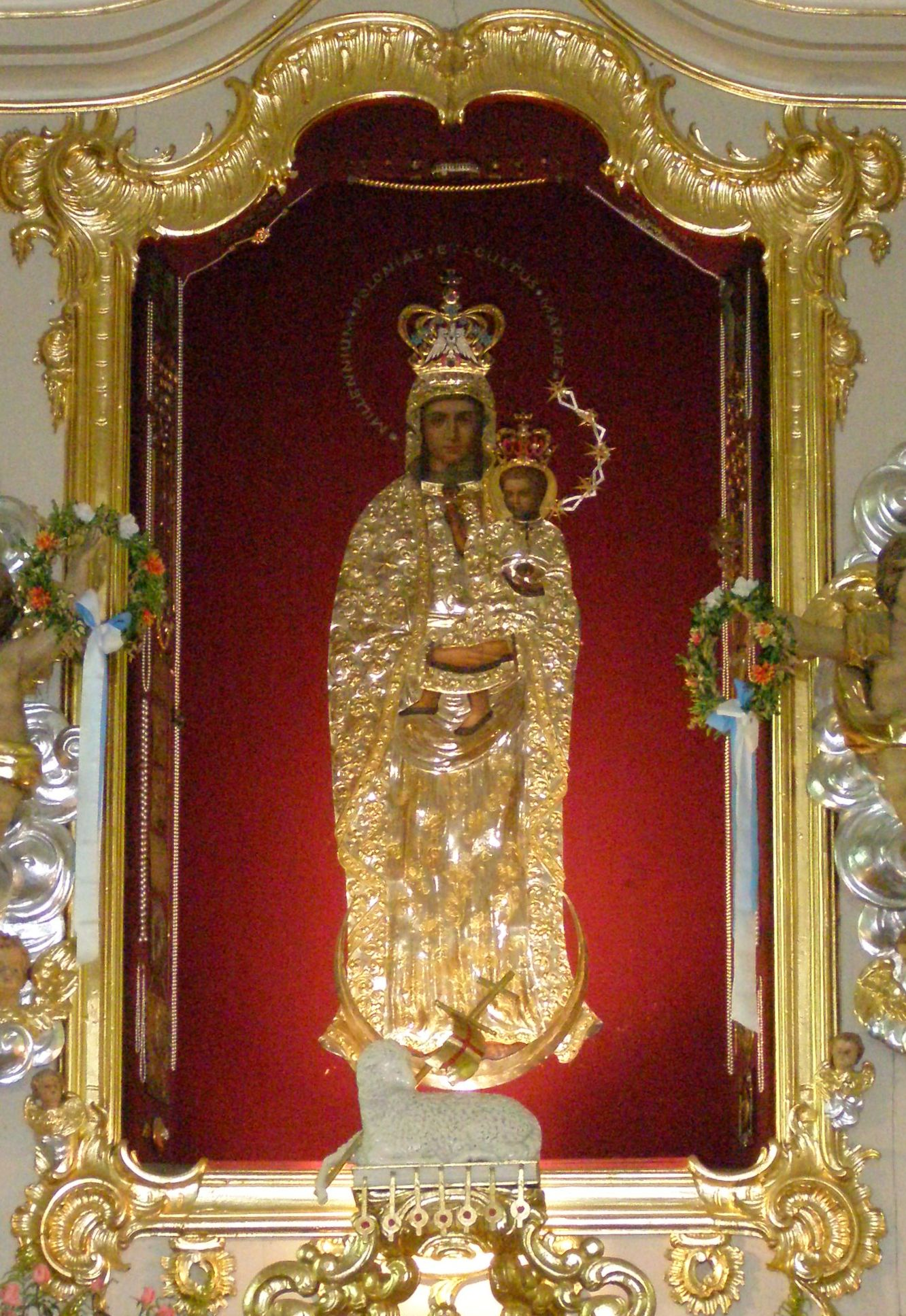
Obraz MB Góreckiej uratowany przed zniszczeniem w okresie okupacji przez Kazimierza Boruckiego

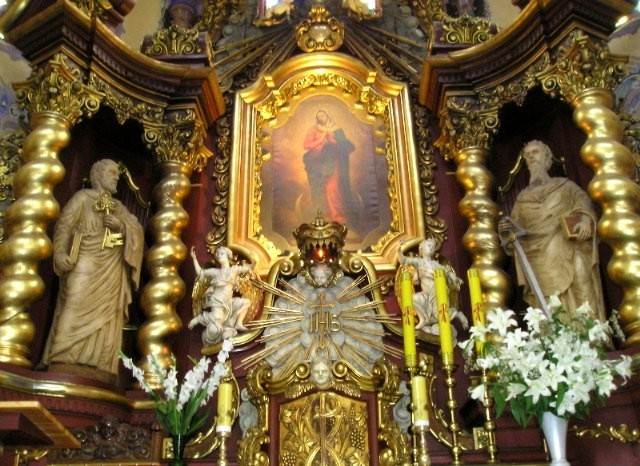
Uratowany przez Kazimierza Boruckiego obraz „Niepokalane Poczęcie” Maksymiliana Piotrowskiego, obecnie w ołtarzu kościoła św. Piotra i Pawła w Bydgoszczy

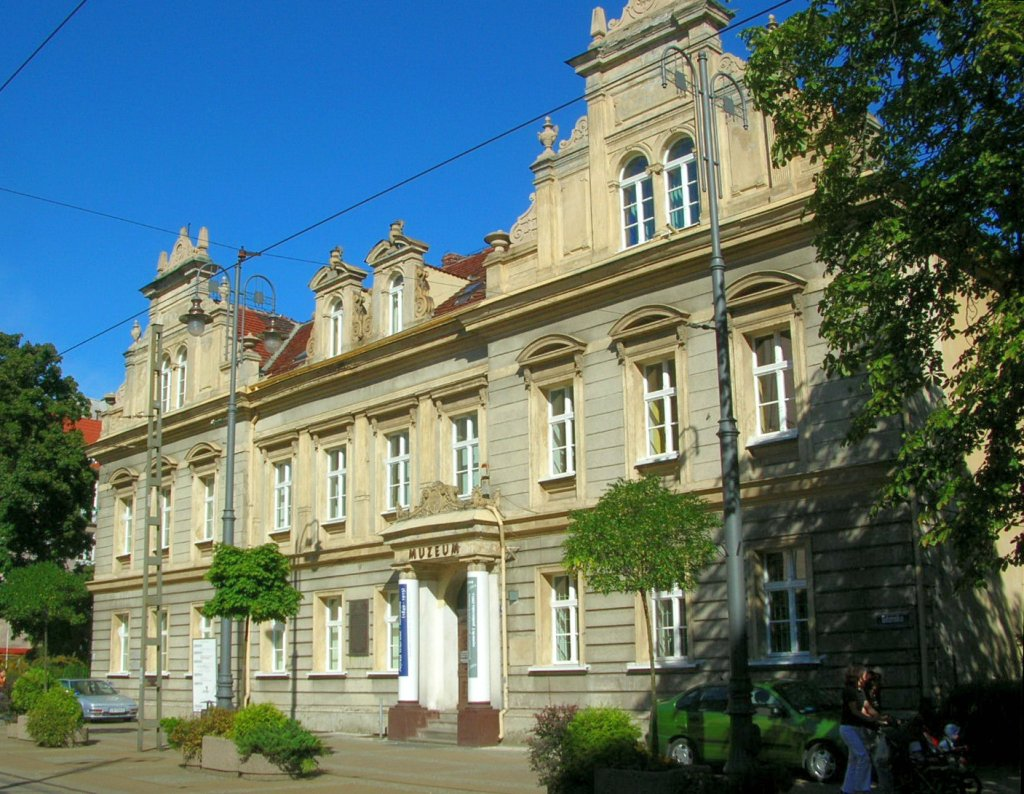
Siedziba Muzeum Miejskiego w Bydgoszczy w dawnym klasztorze klarysek ulokowana w 1946 r. z inicjatywy Kazimierza Boruckiego

Kazimierz Borucki (ur. 11 lipca 1898, zm. 1986) – polski artysta malarz, konserwator sztuki, kustosz i kierownik Muzeum Miejskiego (1926–1939), dyrektor Muzeum im. L. Wyczółkowskiego (1946–1965) w Bydgoszczy.

## Życiorys
Urodził się 11 lipca 1898 r. w Inowrocławiu. Był jednym z sześciorga dzieci Wojciecha i Anny z d. Wrzesińskiej. Wraz ze starszą siostrą Władysławą wziął udział w strajku szkolnym 1906 roku. Po ukończeniu szkoły elementarnej, pobierał naukę na lekcjach prywatnych prowadzonych przez ks. Antoniego Laubitza.
Naukę zawodu rozpoczął w wieku 13 lat w pracowni konserwatora dzieł sztuki prof. Jana Rutkowskiego, najpierw w Inowrocławiu, a później w poznańskim Kaiser-Wilhelm Museum (Muzeum Wielkopolskie). W latach 1916–1918 był przodownikiem zastępu w I drużynie skautowskiej im. ks. Józefa Poniatowskiego w Inowrocławiu. W 1918 r. przeniósł się wraz z profesorem do Państwowej Pracowni Konserwatorskiej na Zamku Królewskim w Warszawie.
W maju 1918 r. powołany do armii niemieckiej, walczył na froncie zachodnim. Gdy powrócił w listopadzie 1918 r. do Inowrocławia został członkiem miejscowej Straży Ludowej oraz uczestniczył w powstaniu wielkopolskim. Brał udział w obronie Inowrocławia, a następnie w walkach w podbydgoskich Chmielnikach, gdzie dostał się do niewoli. Przez trzy miesiące (styczeń-marzec) 1919 r. przebywał w obozie jenieckim w Dąbiu pod Szczecinem.

### Okres międzywojenny
Po powrocie z niewoli w kwietniu 1919 r. ochotniczo zgłosił się do stacjonującej w Inowrocławiu baterii artylerii „Kujawianka”, skąd został odkomenderowany do plutonu łączności 5 pułku strzelców wielkopolskich. W wojsku był zatrudniony do czerwca 1921 r.
Po demobilizacji 21 sierpnia 1921 r. przybył do Bydgoszczy, gdzie został zatrudniony w administracji miejskiej: Miejskim Urzędzie Statystycznym, Teatrze Miejskim, Biurze Przemysłowym, Biurze Przewłaszczeń. Następnie znalazł pracę malarza-dekoratora w pracowni malarskiej Teatru Miejskiego. W sierpniu 1923 r. dyrektor Muzeum Miejskiego ks. Jan Klein zatrudnił go w charakterze konserwatora dzieł sztuki i pracownika administracyjnego. Z biegiem lat przeszedł kolejne szczeble kariery urzędniczej. W 1925 r. został mianowany sekretarzem muzealnym, w 1934 r. wicekustoszem, a w marcu 1938 r. kustoszem Muzeum Miejskiego w Bydgoszczy. W 1939 jako ekstern złożył egzamin dojrzałości, uczestnicząc w kursie zorganizowanym przez Kolo Towarzystwa Nauczycieli Szkół Wyższych w Bydgoszczy.
Po odejściu ze stanowiska dyrektora muzeum Tadeusza Dobrowolskiego (1926), Rada Miejska powierzyła mu administrowanie Muzeum. Udało mu się zorganizować w 1928 r. wystawę obrazów bydgoskiego malarza Waltera Leistikowa. Kilkakrotnie zaprezentował dzieła Leona Wyczółkowskiego mieszkającego w pobliskim Gościeradzu, a w 1933 r. pamiątki z historii Bydgoszczy. W 1937 r. nadzorował transport 400 prac Wyczółkowskiego, podarowanych Bydgoszczy przez wdowę po malarzu Franciszkę Wyczółkowską. Zbiory muzeum wzbogaciła także kolekcja rzeźb ofiarowana przez Konstantego Laszczkę. Wszystkie cenne nabytki przedstawiono na specjalnej wystawie darów zorganizowanej przez w pomieszczeniach Internatu Kresowego przy ul. Chodkiewicza.
W latach 30. stale uzupełniał zbiory muzeum dziełami znakomitych twórców w dziedzinie malarstwa, grafiki i rzeźby. Stworzył galerię plastyki bydgoskiej, która obejmowała dzieła nieżyjących już Maksymiliana Antoniego Piotrowskiego, Waltera Leistikowa i innych artystów. Sprowadzał do muzeum wystawy czasowe, dzięki którym Bydgoszcz stała się ważnym ośrodkiem plastycznym. Kierowane przez niego Muzeum Miejskie było siedzibą wielu towarzystw kulturalnych i artystycznych oraz miejscem spotkań twórców kultury.

### II wojna światowa
Po wybuchu II wojny światowej zobowiązano go do pozostania w Bydgoszczy i opieki nad muzealiami. Po wkroczeniu Niemców zajął się zabezpieczeniem cennych kolekcji zdawanych przez obywateli miasta na polecenie władz niemieckich, m.in. obrazów, broni, numizmatyków. Specjalną troską otoczył zabytkowe przedmioty liturgiczne z bydgoskich kościołów. Dzięki przychylności niemieckiego dyrektora muzeum Konrada Kothe, miał możność sprowadzania i przechowywania w muzeum zabytków kultu religijnego i cennych pamiątek. Część z dewocjonaliów ukryto w muzeum, część zaś umieszczono w schowkach znajdujących się w kolumnach i filarach kościołów. Wiele zabytków zabezpieczono w specjalnych skrzyniach i ukryto wśród mebli biurowych, zaś cenniejsze przedmioty umieszczono w sekretnych schowkach. Należały do nich m.in. dzwony kościoła farnego, czy też XV-wieczny obraz Madonny Bydgoskiej.
Przy okazji rozbiórki kościoła pojezuickiego udało mu się uratować obrazy M. A. Piotrowskiego „Św. Ignacy Loyola” i „Niepokalane poczęcie Marii Panny” zdobiące ołtarz główny świątyni oraz zabytkowe paramenta kościelne. Jego zasługą było uratowanie przed zniszczeniem obrazu Matki Boskiej Góreckiej i zabytkowych paramentów z kościoła w Górce Klasztornej k. Łobżenicy. Dzięki interwencji Kothego udało się również zaniechać wywozów cennych muzealiów do Niemiec. Zimą 1944 r. część eksponatów ewakuowano do podbydgoskich dworków obawiając się bombardowania miasta. Tylko niewielka część wywiezionych wówczas zabytków zdołała ocaleć. W połowie 1944 r. został wysłany na roboty przymusowe do Popiołów k. Aleksandrowa Kujawskiego. Był żołnierzem Armii Krajowej.

### Okres powojenny
Po wyzwoleniu powrócił na stanowisko kustosza muzeum. Dzięki jego staraniom placówka otrzymała nową siedzibę w dawnym klasztorze zakonu klarysek przy ul. Gdańskiej 4. 1 kwietnia 1946 r. został mianowany dyrektorem Muzeum Miejskiego i funkcję tę pełnił do przejścia na emeryturę w 1965 r. Z biegiem lat dokonał wielu adaptacji budynku na potrzeby muzeum. Uruchomił poszczególne działy: archeologiczny, historii miasta, sztuki polskiej oraz odrębny poświęcony Leonowi Wyczółkowskiemu. Potem zorganizował także dział naukowo-oświatowy, który zajął się popularyzacją sztuki. Obok pracy zawodowej zajmował się konserwacją dzieł sztuki oraz działalnością społeczną w wielu organizacjach kulturalnych i naukowych.
Zmarł 11 lutego 1986 w Bydgoszczy. Został pochowany na Cmentarzu Nowofarnym.

### Działalność społeczna i naukowa
Kazimierz Borucki aktywnie uczestniczył w działalności wielu organizacji i stowarzyszeń o charakterze artystycznym, naukowym i społecznym. Był członkiem założycielem Towarzystwa Miłośników Miasta Bydgoszczy w 1923 r. Pełnił funkcję wiceprzewodniczącego i przewodniczącego zarządu TMMB oraz przewodził kilku sekcjom, a od 1967 r. był członkiem honorowym tej organizacji. W 1935 r. był współzałożycielem, a potem długoletnim członkiem Towarzystwa Numizmatycznego w Bydgoszczy. Znalazł się także w grupie członków założycieli bydgoskiego oddziału Polskiego Towarzystwa Archeologicznego, od 1954 r. pełnił funkcję prezesa oddziału, a w 1966 r. otrzymał tytuł członka honorowego PTA. Brał udział w działalności stowarzyszeń i grup artystycznych. W 1926 roku wszedł w skład Związku Artystów Plastyków Nadnotecia i Pomorza. Należał także do Związku Plastyków Pomorskich pełniąc od 1929 r. funkcję sekretarza związku. Uczestniczył w pracy Rady Artystyczno-Kulturalnej w Bydgoszczy powołanej do życia w 1934 r. Od 1931 r. zaangażował się w działalność bydgoskiego Towarzystwa Zachęty Sztuk Pięknych. Należał do Związku Muzeów w Polsce. Po wojnie był działaczem Związku Polskich Artystów Plastyków. Od 1954 roku pracował w Bydgoskim Towarzystwie Naukowym. Był także publicystą i autorem wielu prac naukowych i popularnonaukowych z zakresu historii sztuki i muzealnictwa oraz historii miasta. Pozostawił po sobie kilka prac malarskich, zwłaszcza o treści religijnej.

### Rodzina
Kazimierz Borucki od 1923 r. był żonaty z Gertrudą Elżbietą z d. Piotrowską. Miał troje dzieci: Aurelię Elżbietę (ur. 1926). Wojciecha Jerzego (ur. 1930) i Andrzeja Kazimierza (ur. 1933).

## Odznaczenia
- Medal Dziesięciolecia Odzyskanej Niepodległości (1929),
- Odznaka „Za Waleczność” (1934),
- Odznaka Frontu Pomorskiego (1934),
- Srebrny Krzyż Zasługi (1937),
- Krzyż Niepodległości (1938),
- Srebrny Medal 600-lecia Bydgoszczy (1946),
- Złoty Krzyż Zasługi (1955),
- Order Pro Ecclesia et Pontifice (1957) – za uratowanie dzieł sakralnych,
- Medal 10-lecia Polski Ludowej (1958),
- Odznaka „Bydgoszcz Zasłużonemu Obywatelowi” (1960),
- Złota Odznaka ZPAP (1977),
- Krzyż Kawalerski Orderu Odrodzenia Polski (1978).

## Upamiętnienie
Jego imieniem nazwano jedną z ulic Bydgoszczy w dzielnicy Fordon (osiedle Nad Wisłą).